# Jacques Cortal

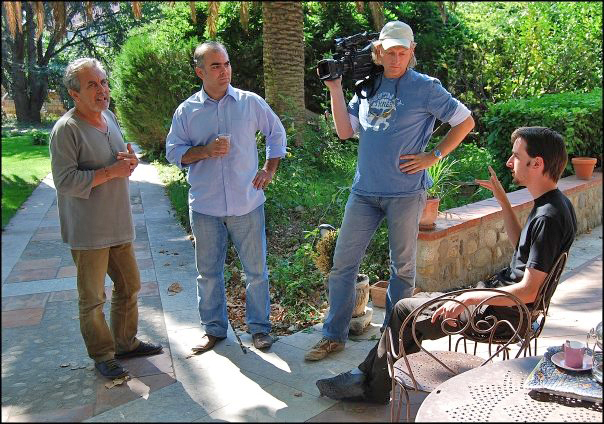
Jacques Cortal (réalisateur), Grégory Herpe (photographe de plateau), Jaroslaw Zamojda (dir. de la photo), et François Jop (assistant real.) sur le tournage de "Love Song"

Jacques Cortal est un réalisateur, scénariste, acteur et producteur français.

## Biographie
Formé au Conservatoire national supérieur d'art dramatique de Paris, Jacques Cortal suit les classes d'Antoine Vitez et de Georges Chamarat.
Puis il entame une belle carrière de scénariste au cinéma et à la télévision (Une sale affaire d'Alain Bonnot, La Femme fardée de José Pinheiro).
En parallèle, il se lance dans la réalisation de courts métrages (Le Premier Jour, Love Song) et de documentaires de genres différents (scientifique, animalier et sportif).
En 2003, Jacques Cortal signe Quand je vois le soleil, un drame personnel (décès de sa compagne, l'actrice Lyne Chardonnet ) dont il est par ailleurs le coproducteur délégué aux côtés de Laurent COSTA, producteur délégué, avec Florent Pagny, Marie-Claude Pietragalla, François Cluzet, et Sophie Broustal.

## Filmographie

### Réalisateur
- 2008 : Love Song (court métrage)
- 2003 : Quand je vois le soleil (long métrage)
- 1999 : Vin pour sang (télé)
- 1995 : La Musique de l'amour : Robert et Clara
- 1994 : Une mort programmée (télé)
- 1992 : Papa et rien d'autre (télé)
- 1992 : Les Cordier, juge et flic (série télé, plusieurs épisodes)
- 1982 : Le Dernier Jour (court métrage)

### Scénariste
- 2003 : Quand je vois le soleil (cinéma)
- 2001 : L'Aubaine
- 1992 : Maigret et les plaisirs de la nuit (télé)
- 1991 :  Rio Verde (plusieurs épisodes)
- 1990 : La Femme fardée, de José Pinheiro (cinéma)
- 1988-1993 : Euroflics (télé)
- 1982 : Le Dernier Jour (court métrage)
- 1980 : Une sale affaire, d'Alain Bonnot (cinéma)

### Acteur
- 1974 : La Main à couper, d'Étienne Périer